# Cerro Cóndor (montaña)
Cerro Cóndor es el nombre que recibe una montaña situada en el  Parque nacional Yendegaia en Chile.
Está situado en la isla de Tierra del Fuego, a poco más de 2 kilómetros de la frontera con Argentina, siendo su falda este limítrofe con el argentino Parque nacional Tierra del Fuego.
Su vertiente noreste desciende hacia un lago cuya extensión se reparten Chile y Argentina y que es conocido por el lado argentino como lago Roca y en el lado chileno como Lago Errázuriz.